# Hepatomegalie

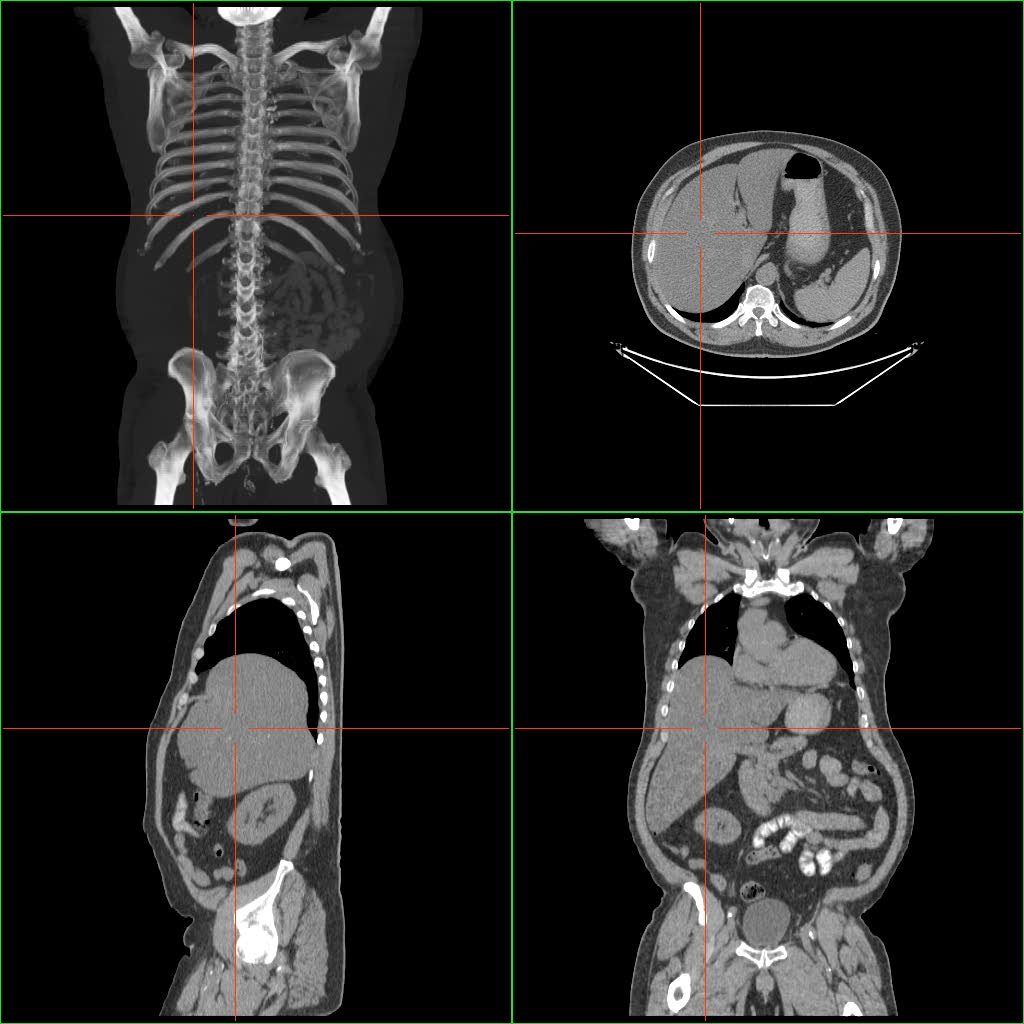
Hepatomegalie in der computertomographischen Darstellung

Hepatomegalie ist der medizinische Fachausdruck für eine abnorme Vergrößerung der Leber (griechisch Hepar). Er bezeichnet nicht selbst eine Krankheit, sondern einen Untersuchungsbefund, der im Zusammenhang mit anderen Befunden gedeutet werden muss.
Eine Hepatomegalie kann sehr viele verschiedene Ursachen haben, vor allem sind dies:
- Fettleber: langjähriger Alkoholmissbrauch, Diabetes mellitus, Überernährung, andere chronische Schädigungen der Leber
- Entzündliche Erkrankungen: Verschiedene Formen der Hepatitis, bakterielle Infektionen, Malaria
- Leberzirrhose
- Cholestatische Lebererkrankungen: Gallengangatresie, Cholangitis
- Iatrogene Ursachen: Medikamentös-toxische Wirkungen
- Infiltrative Erkrankungen: Maligne Lymphome, Leukämien, Lebertumoren
- Raumforderungen: Zysten, Hämatom, bakterieller Abszess
- Speicherkrankheiten (Thesaurismosen): Glykogenosen, Hämochromatose, Fukosidose, Autoimmunerkrankungen
- Erkrankungen des Herzens und der Gefäße: Rechtsherzinsuffizienz, Rechtsherzversagen, Perikarditis, Myokarditis
- Sonstiges und Syndrome: Sichelzellenanämie, Achondrogenesie, Klippel-Trénaunay-Weber-Syndrom

Die zuverlässige Diagnose einer Hepatomegalie ist schwierig, da eine Messung der Lebergröße aufgrund der Variabilität der Leberform nicht gerecht wird. Besser ist die Beurteilung der Leberform, da bei rascher Lebervergrößerung der Leberunterrand stumpfer wird. Des Weiteren kann der Winkel zwischen der ventralen und der dorsokaudalen Leberfläche im Sagittalschnitt gemessen werden. Bei Hepatomegalie beträgt der Winkel mehr als 45°. Ausgeschlossen werden muss außerdem die Pseudo-Hepatomegalie, die etwa bei obstruktiver Lungenkrankheit auftreten kann.